# Бібиков Дмитро Гаврилович
Бі́́биков Дмитро́ Гаври́лович (нар. 18 (29) березня 1792, с. Баловньово, Данківський повіт, Рязанське намісництво, Російська імперія — 22 лютого (6 березня) 1870, Санкт-Петербург, Російська імперія) — російський державний діяч, генерал від інфантерії, учасник франко-російської війни 1812 року. Під час свого генерал-губернаторства отримав прізвисько Капрал Гаврилович Безрукий.

## Життєпис
Належав до знатного дворянського роду Бібікових. Народився в багатодітній родині (6 синів і 7 дочок), шоста дитина генерал-майора Гавриїла Ілліча Бібікова (1747—1803) від другого його шлюбу з Катериною Чебишовою (1767—1833); племінник Катерини Голенищевої-Кутузової (дружини фельдмаршала Михайла Кутузова). Здобув домашню освіту. 
На військовій службі з 1808 року, спочатку у складі Московської міліції. 1809 року переходить до Білоруського гусарського полку в чині корнета. З березня того ж року брав участь у війні проти Османської імперії. Відзначився у битві біля Троянова валу і при взятті містечка Резуата (Рассавате), нагороджений орденом Св. Анни 4 ступеню. У 1810 році переведено до лейб-гвардії Драгунського полку в чині прапорщика.
Під час війни з Францією 1812 року був ад'ютантом генерала М.Милорадовича. Брав участь у битвах під Вітебськом і Смоленськом. У Бородінський битві 1812 втратив ліву руку від вибуху бомби, також отримав поранення уламком ядра у груди і праву руку. Нагороджено орденами Св. Георгія 4 ступеню та Св. Анни 2 ступеню, зведено у чин штабс-капітана.
1819 року йде з військової служби. У 1819—1825 роках — Володимирський, Саратовський і Московський віце-губернатор, 9 травня 1824 року стає виконуючим обов'язки директора Департаменту зовнішньої торгівлі, 9 січня 1825 року призначено повноцінним директором департаменту зовнішньої торгівлі. Першим короком стало послідовне вдосконалення практики застосування тарифу 1822 року. 1826 року було скасовано багато заборон на привізні товари, встановлені тарифом 1822 року. 1832 рокув його підпорядування було передано Прикордонну сторожу. Бібиков було видано безліч найважливіших циркулярів та інструкцій митного відомства, у розробці яких він брав безпосередню участь. Циркуляри та інструкції: про зберігання товарів, врятованих з суден, що розбилися і стали на мілину; про продаж товарів у митницях; про транзитну торгівлю; про вивезення за кордон вітчизняних товарів та ввезення іноземних; про збор мит з іноземних суден, що приходять в російські порти; про привезення з-за кордону асигнацій; про випуск речей пасажирів.
У 1837—1852 — Київський військовий губернатор, Подільський і Волинський генерал-губернатор. На цій посаді Бібиков активно, послідовно та жорстко проводив політику централізації російської держави та всебічного ослаблення польської шляхетської верстви на Правобережній Україні. Д. Г. Бібіков поділив шляхту на дві категорії: до першої відніс давні роди магнатів, а до другої — дрібну шляхту, яка, на його думку, замість служити державі служить магнатам. Перші, хоча й набули права російського дворянства, але продовжували ухилятися як від військової, так і від статської служби. Другі, як і перші, також не служать Росії. Генерал-губернатор вважав, що вихідців із великомаєткової шляхти (тих, що мали понад 1000 душ селян) слід направляти на службу в державні установи до російських губерній, а зубожілі самі поступово асимілюються з росіянами. 
Також завдяки клопотанням генера-губернатора 1838 року було закрито останні контори Полььського банку, а 1839 року відкрито контору Державного комерційного банку у Києві. В цій діях Бібиков вважав подальше посилення російського впливу в регіоні. Тому активно сприяв розвитку державної банківської системи у підвладних губерніях.

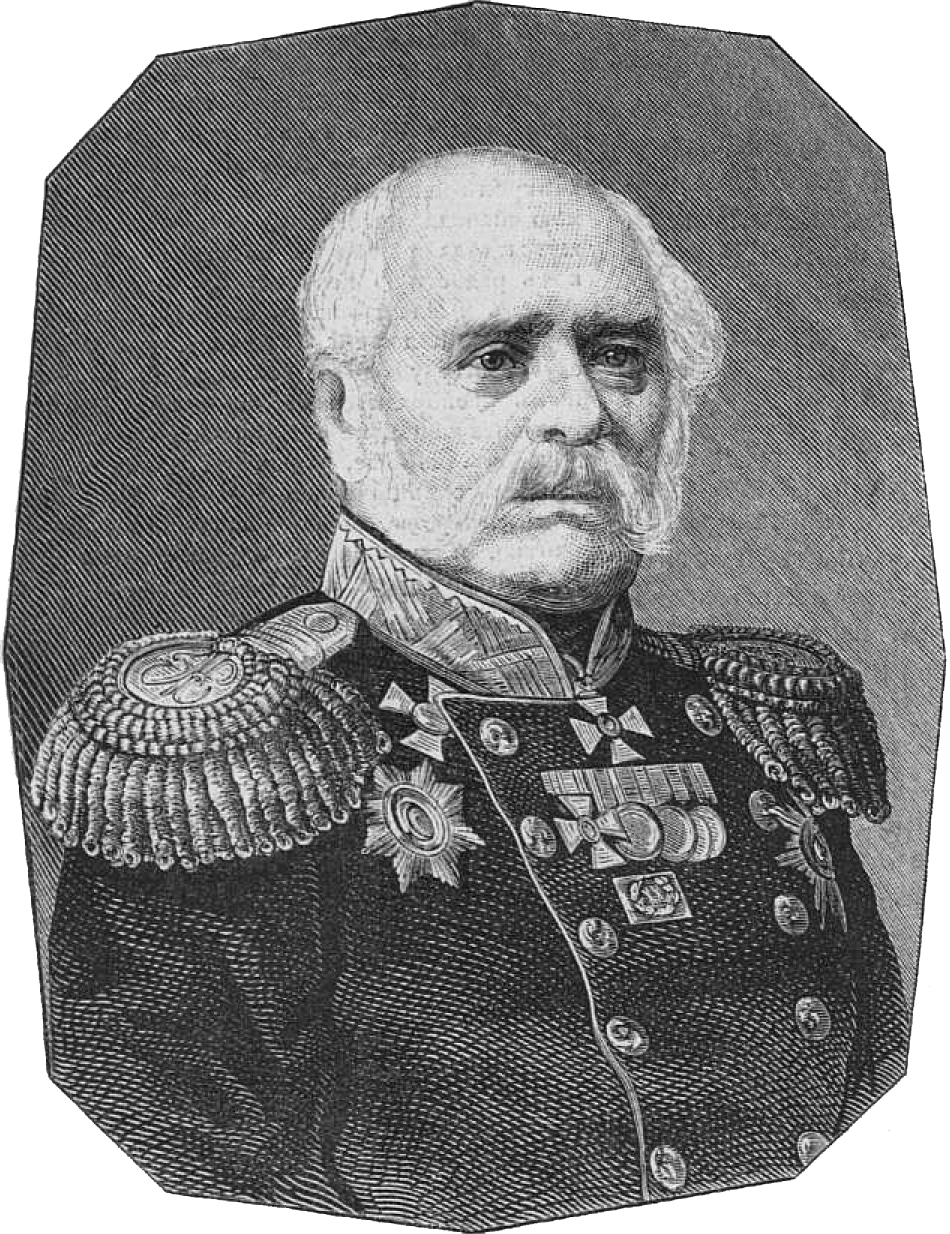
Генерал-ад'ютант Дмитро Бібиков (1850-ті роки)

Брав участь у розгромі Кирило-Мефодіївського братства, у 1840 скасував дію Литовського статуту 1588 року та ліквідував греко-католицьку церкву (1839) у Правобережній Україні, але не конфіскував маєтки католицького духовенства, як дехто вважає, бо це зробила держава, а він сам про це довідався з газет.
Упродовж 1840—1845 Київською центральною ревізійнійною комісією створеною і очоленою Бібиковим проведено перевірку за архівними документами дворянських прав польських поміщиків та шляхти і виключено з дворянського стану 64 тисячі польських шляхтичів. Під час перебування на посаді підтримав ініціативу Михайла Максимовича щодо організації в Києві Тимчасової комісії для розбору стародавніх актів (1843). 
1843 року заснував Тимчасову комісію для розбору давніх актів, де художником певний час працював Т.Г.Шевченко. У 1848 році заснував Центральний архів давніх актів у Києві. З метою русифікації України здійснив заміну місцевих чиновників на російських.
У 1847—1848 провів інвентарну реформу (видано «Правила для управления имениями по утвержденным для оных инвентарям в Киевском генерал-губернаторстве»), яка законодавче закріплювала поміщицьку земельну власність, частково обмежуючи свавілля і гніт польських поміщиків, одночасно законодавчо закріплювала панщину і поміщицьку земельну власність. У Волинській губернії діяли конфіскаційні комісії, що розбирали справи про вилучення майна в учасників польського повстання та його передачу у державну власність. Їх очолив губернатор, який звітував генерал-губернатору про хід конфіскацій, подавав кількісні характеристики відібраних маєтків. Бібиков вимагав від начальників доповідати про факти жорстокого поводження поміщиків з селянами, особливо самогубств, про використання селянської праці у святкові дні тощо. Рішення у справах про смертельні випадки кріпаків палата кримінального суду передавала губернатору, а указом від 15 жовтня 1848 року їх особисто переглядав генерал-губернатор. Він же отримав право накладати опіку на маєтки без традиційного попереднього розгляду справи на дворянських зібраннях. Бібиков нещадно придушував селянські виступи проти поміщиків. Характеристику Бібикова як сатрапа російського самодержавства дав Тарас Шевченко у своїй поемі «Юродивий».
Було вжито системних і суворих заходів проти жидів, обмеження їх економічної діяльності, що призвело до протистояння між юдеями та православними. Активно впроваджував у життя норми «Положення про євреїв» 1835 року щодо смуги осілості. Бібиков з самого початку планував ліквідацію вільного продажу вина в краї, який він називав привілеєм західних поміщиків безкарно грабувати і розбещувати фізично і морально селян. Але ця ідея отримала схвалення в імператора Миколи I лише 1849 року.
1847 року було дозволено приймати на службу учасників Листопадового повстання 1830—1831 років під особисту відповідальність генерал-губернатора. Указом 1852 року шляхетські сини неправославного віросповідання, у володінні яких було до 100 селянських душ, зобов’язані були служити прапорщиками чи юнкерами, причому проходження військової служби передбачалося у великоросійських губерніях, крім Санкт-Петербурзької. Звільнення від неї отримували лише шляхтичі з тілесними ушкодженнями, але після підтвердження таких місцевою владою.
У 1852—1855 — міністр внутрішніх справ Російської імперії. У серпні 1855 року через погіршення стану здоров'я Д.Г. Бібиков виходить у відставку. При цьому залишився членом Державної ради та підвищенний у званні до генерал від інфантерії.

## Вдача
В часи генерал-губернаторства Бібиков усюди роз’їжджав Києвом верхи в супроводі двох козаків. Він цілком міг влаштувати розправу — наприклад, побити людину просто на вулиці. За роки його правління в Києві було відновлено субординацію в стосунках між панами та звичайними городянами, що спричинило ненависть пересічних киян. 
З іншого боку, Бібиков дуже любив розкіш і навіть у 60 років постійно залицявся до жінок. У веселих гулянках він убачав протидію революційним настроям. Дмитро Бібіков захопився Софією — дружиною свого підлеглого Миколи Писарєва. Тож дозволив чоловікові Софії брати хабарі за все й у необмежених розмірах. Писарєв став найвпливовішою фігурою в генерал-губернаторстві, встановивши таксу 500 рублів за найменшу посаду. Усе скінчилося, коли Дмитро Бібиков обрав нову коханку. Генерал-губернатор подбав про Софію Писарєву та її чоловіка. Писарєв став генерал-губернатором Олонецької губернії, продовжив брати хабарі й врешті-решт встряг у скандал. Бібиков, що на той час був міністрмо внутрішніх справ врятував Писарєва від в'язниці. 
У 1839 році генерал-губернатор довідався про волинського губернатора Івана Фундуклея, котрий володів величезними статками. Бібиков дуже активно взявся за переведення перспективного чиновника до Києва, сподіваючись, що той щедро віддячить йому.

## Родина
Дружина (з 8 листопада 1825 року) — Софія (1807-25.10.1890), донька петербурзького цивільного губернатора С.С.Кушнікова 
Діти:
- Софія (1827-1907), дружина з 1853 графа Д. А. Толстого
- Сергій (1828-1871), офіцер гусарського полку
- Дмитро (1830-1865), був одружений з Є.П. Шереметєвою (1835–1923), у шлюбі народилося 2 синів
- Микола (1833-1837)
- Зоя (1840-1906) - дружина: 1) князя Є.О.Львова; 2) дипломата О. П. Кассіні.

## Пам'ять
Ім'я Бібікова з 1869 року носив Бібіковський бульвар в Києві (нині бульвар Тараса Шевченка).
На честь Д. Г. Бібікова 7 вересня 2012 року наказом Федеральної митної служби Російської Федерації № 1804 заснована відомча медаль «Дмитро Бібіков». Аверс медалі Бібікова повторює дизайн аналогічних нагород — медалі Ушакова, медалі Суворова, медалі Нестерова.